# Серро-Сан-Эухенио
Серро-Сан-Эухенио (исп. Cerro San Eugenio) — населённый пункт на севере Уругвая, на территории департамента Артигас.

## География
Расположен в северо-восточной части департамента, к западу от реки Куарейм, на расстоянии приблизительно 0,7 километра (по прямой) к югу от города Артигаса, административного центра департамента. К северу от Серро-Сан-Эухенио проходит национальная автомагистраль № 30.
Климат
Климат характеризуется как влажный субтропический (Cfa в классификации климатов Кёппена). Среднегодовая температура воздуха составляет 19,4 °C. Средняя температура самого холодного месяца (июля) составляет 13,3 °С, самого жаркого месяца (января) — 26 °С. Расчётная многолетняя норма осадков — 1320 мм.

## Население
По данным переписи 2011 года, численность населения составляла 425 человек (231 мужчина и 294 женщины). Имелось 173 дома. Динамика численности населения Серро-Сан-Эухенио по годам:
| Год  | Население |
| ---- | --------- |
| 2004 | 95        |
| 2011 | 425       |